# Володимирівка (Городницький район)
Володимирівка (рос. Владимировка) — колишнє село у Михіївській сільській раді Городницького району Житомирської області Української РСР.

## Населення
У 1904 році в поселенні проживало 45 осіб, у 1906 році — 30 мешканців, дворів — 6, у 1910 році — 360 осіб, у 1923 році — 186 жителів, дворів — 32.

## Історія
Колишнє лютеранське поселення, лежало північно-західніше Новограда-Волинського. Належало до лютеранської парафії у Новограді-Волинському, була школа.
У 1906 році — колонія Городницької волості (2-го стану) Новоград-Волинського повіту Волинської губернії. Відстань до повітового центру, м. Новоград-Волинський, становила 15 верст, від волосного центру, містечка Городниця — 25 верст. Найближче поштово-телеграфне відділення розміщувалося в Городниці.
У 1923 році включена до складу новоствореної Михіївської сільської ради, яка, 7 березня 1923 року, увійшла до складу новоутвореного Городницького району Житомирської округи. Розміщувалася за 21 версту від районного центру міст. Городниця та за 4 версти — від центру сільської ради, с. Михіївка.
Зняте з обліку населених пунктів до 1 жовтня 1941 року.